# Isla Amerikiwhati
La isla Amerikiwhati (en inglés: Amerikiwhati Island) es una pequeña isla en la región administrativa de Marlborough de Nueva Zelanda. Se encuentra en Queen Charlotte Sound, donde es una extensión de la línea divisoria de la bahía Waikakaramea de la bahía de Ahitarakihi en la isla Arapawa. La isla mide aproximadamente 300 metros por 70 metros.